# 미주리 리버 러너
미주리 리버 러너(영어: Missouri River Runner)는 미국 미주리주 캔자스시티 유니언 역에서 미주리주 세인트루이스 게이트웨이 모티모덜 트랜스포테이션 센터까지 운행되는 도시철도 열차이다.

## 역사
2009년에 미주리주 교통부에서 개최된 열차 명칭 대회의 일환으로 발표와 동시에 신설된 노선으로 2013년 통계에서 199,470명이 이 노선을 이용했으며 이는 2012년 기준으로 9.3%가 증가했다.

## 운행 노선

암트랙 미주리 리버 러너 노선도 (interactive map)

## 사진

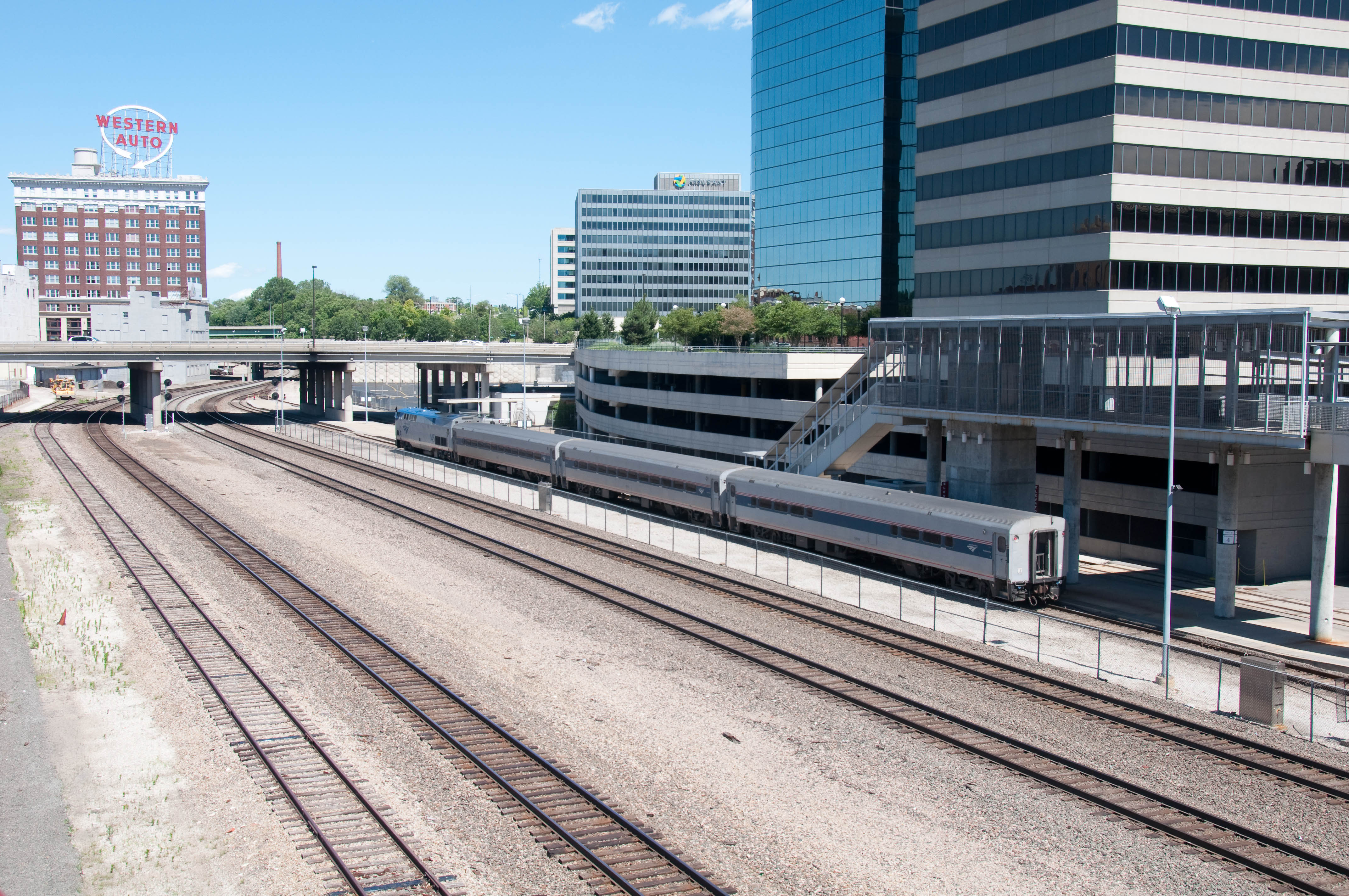